# Stenoheriades eingeddicus
Stenoheriades eingeddicus är en biart som beskrevs av Griswold 1994. Stenoheriades eingeddicus ingår i släktet Stenoheriades och familjen buksamlarbin. Inga underarter finns listade i Catalogue of Life.